# Alfred Aho
Alfred Vaino Aho (* 9. srpna 1941, Timmins, Ontario, Kanada) je kanadský informatik, který pracoval pro Bell Laboratories (Bellovy laboratoře) a jako profesor informatiky na Kolumbijské univerzitě v New Yorku. 
Nejvíce se proslavil vytvořením programovacího jazyka AWK spolu s Brianem Kernighanem a Peterem J. Weinbergerem ('A' zastupuje jeho příjmení) a spoluautorstvími na knize Compilers: Principles, Techniques and Tools („Překladače: principy, techniky a nástroje“) s Ravi Sethim a Jeffreym Ullmanem a v roce 1975 na algoritmu Aho-Corasickové s Margaret J. Corasickovou.
Obdržel mnohá prestižní ocenění a je držitelem čestných doktorských titulů na univerzitách ve Waterloo a v Helsinkách.